# ادامپور
ادامپور (به انگلیسی: Adampur) در هند است که در punjab, india واقع شده‌است.

## خصوصیات
ادامپور ۱۶٬۶۲۰ نفر جمعیت دارد و ۲۳۳ متر بالاتر از سطح دریا واقع شده‌است.